# Ajak
Ajak (ukrajinsky Айяк, Ajjak) je město ve východním Maďarsku v župě Szabolcs-Szatmár-Bereg, spadající pod okres Kisvárda. Nachází se asi 35 km jihozápadně od Nyíregyházy. V roce 2015 zde žilo 3 730 obyvatel. Podle údajů z roku 2001 zde bylo 98 % obyvatel maďarské a 2 % romské národnosti.
Nejbližšími městy jsou Demecser, Dombrád a Kisvárda. Poblíže jsou též obce Anarcs, Berkesz, Nyírbogdány, Nyírtass, Nyírtura, Pátroha, Rétközberencs, Sényő a Székely.

## Historie
První písemná zmínka o městě pochází z roku 1270, kdy bylo zmiňováno jako Ayac. Během turecké okupace bylo město téměř vylidněno, až v 18. století osídlili znovu město Slováci a Maďaři z oblasti dnešní župy Heves. V té době byl Ajak rozdělen na čtyři menší obce: Faluderék, Nagyajak, Kisajak a Tótvég.
V 19. století, během let 1831 a 1873 propukla v Ajaku epidemie cholery.
Status města získal Ajak 15. července 2013.

## Partnerská města
- Farkaslaka, Rumunsko
- Nagydobrony, Ukrajina
- Čierna nad Tisou, Slovensko
- Hyżne, Polsko
- Verbia, Ukrajina
- Császlóc, Ukrajina